# Болленго
Болленго (итал. Bollengo, пьем. Bolengh) — коммуна в Италии, располагается в регионе Пьемонт, в провинции Турин.
Население составляет 1996 человек (2008 г.), плотность населения составляет 143 чел./км². Занимает площадь 14 км². Почтовый индекс — 10012. Телефонный код — 0125.
Покровителем коммуны почитается святой Евсевий из Верчелли, празднование в первое воскресение августа.

## Демография
Динамика населения:

## Администрация коммуны
- Официальный сайт: http://www.comune.bollengo.to.it/